# Kriwodanowa
Kriwodanowa (ros. Криводанова) – wieś (dieriewnia) w Rosji, w obwodzie tiumeńskim, w rejonie tiumeńskim. W 2010 liczyła 606 mieszkańców.